# Luis Linares
Luis Linares (Seclantás, 21 de agosto de 1867 - Buenos Aires, 2 de junio de 1955) fue un abogado y político argentino, que ejerció como Gobernador de la Provincia de Salta entre 1907 y 1910 y como Ministro de la Corte Suprema de Justicia de la Nación entre 1932 y 1944.

## Biografía
Estudió en la Universidad de Buenos Aires, donde se doctoró en jurisprudencia en 1891 con una tesis sobre "Derecho de agua y cuestiones que a ellos se refiere 
considerados ante el derecho administrativo y civil".
Regresado a Salta, fue elegido diputado provincial por Rosario de la Frontera, y fue vicepresidente de la Cámara de Diputados. En 1892 fue vocal del Consejo de Educación y miembro de la Comisión provincial del Banco Nacional. A partir de mayo de 1893 acompañó al gobernador Delfín Leguizamón como Ministro de Hacienda y luego como Ministro de Gobierno. Se alejó de las funciones públicas por un tiempo en marzo del año siguiente, y posteriormente se opuso a la política partidaria de Leguizamón.
Volvió a actuar en política a partir de 1901, apoyando la candidatura de Ángel Zerda y siendo elegido senador provincial. Tres años más tarde fue presidente del Partido Provincial, fracción del conservadurismo de tinte localista, apoyando la candidatura presidencial de Manuel Quintana y dirigiendo la campaña electoral de David Ovejero, que fue elegido gobernador para el período que comenzaba en 1904. Éste lo nombró Ministro de Gobierno, destacándose como un político activo, de personalidad dominante y fuerte temperamento, que llevó adelante gran cantidad de iniciativas políticas, entre ellas la reforma del Código de Procedimientos Civiles, la construcción del Dique de Puerta de Díaz y el pavimento de la ciudad de Salta con adoquines de madera de quebracho.
En las elecciones del 20 de febrero de 1907 fue elegido gobernador de su provincia. Fueron sus ministros Marcos Alsina, Miguel Fleming, José A. Saravia, Santiago López, Juan Martín Leguizamón y David Zambrano.
Dedicó la mayor parte de su administración a todas las cuestiones relacionadas con el agua: tanto la extensión del riego artificial en las zonas áridas —especialmente los Valles Calchaquíes— como la provisión de agua potable en las zonas urbanas de Rosario de Lerma, Cerrillos  , General Güemes y Chicoana, y la perforación de pozos para provisión de agua potable en los pueblos de la región chaqueña.
Bajo la dirección del intendente Ángel Zerda, la ciudad de Salta se modernizó intensamente; construyó edificios para comisarías de campaña en toda la provincia; y propició la construcción del ramal ferroviario hacia Chile. Su mandato fue considerado de los más activos del período conservador en su provincia.
En febrero de 1910 fue sucedido por Avelino Figueroa. Al poco tiempo fue elegido senador nacional y en 1912 asumió como diputado nacional. Cumplido este mandato, fue nuevamente elegido senador nacional. Se opuso a la política del presidente radical Hipólito Yrigoyen en todas las iniciativas de este. Se opuso a la realización de un censo de población para evitar cambios en la representación de las provincias. También se opuso, muy activamente, a la intervención federal decretada a su provincia natal, que permitió la llegada del radicalismo al poder en Salta. Contradiciendo sus discursos del año 1918, en que había calificado como despótica a la decisión de intervenir la provincia, apoyó el proyecto de intervenirla cuando estaba gobernada por el radical Joaquín Castellanos, en 1921.
Mantuvo una relación armoniosa con el gobernador Adolfo Güemes, durante cuyo mandato se produjo la división del radicalismo; ésta permitió la alianza de los conservadores de la Unión Provincial con los radicales disidentes de la fracción antipersonalista, que se hicieron con el gobierno provincial en 1925 y reeligieron senador nacional a Linares.
Tras el golpe de Estado de 1930, en el año 1932 fue nombrado presidente del Banco Hipotecario Nacional. En junio de ese mismo año fue nombrado ministro de la Suprema Corte de Justicia de la Nación Argentina, ocupando el sitial del expresidente José Figueroa Alcorta, fallecido el año anterior. Durante su mandato sostuvo una posición jurídica con criterio independiente, aunque sin alejarse de la visión liberal de las cuestiones económicas y políticas. Se jubiló el 1 de julio de 1944.
Falleció en Buenos Aires en 1955.